# الی آکیرا
الی آکیرا (انگلیسی: Elly Akira؛ زاده ۲۵ ژانویهٔ ۱۹۸۶) یک بازیگر پورنوگرافی اهل ژاپن است.